# Radoje Domanović
Radoje Domanović (16 februari 1873 – 17 augustus 1908) was een Servische schrijver, journalist en leerkracht, meest bekend om zijn satirische kortverhalen.

## Biografie
Radoje Domanović is geboren in het dorp Ovsište in central Servië, zoon van een lokale leerkracht en ondernemer Miloš Domanović, en Persida Cukić, nakomeling van Pavle Cukić, een van de militaire commandanten van de Eerste en Tweede Servische Opstand. Hij groeide op in het dorp Gornje Jarušice bij Kragujevac, waar hij naar de lagere school ging. Hij studeerde op het middelbaar in Kragujevac, en studeerde af van de faculteit Filosofie op de Universiteit van Belgrado, waar hij Servische taal en geschiedenis studeerde.
In 1895 kreeg Domanović zijn eerst baan, een onderwijspost in Pirot, in het zuiden van Servië, een regio die maar recent was bevrijd van het Ottomaanse Rijk. In Pirot leerde hij Jaša Prodanović (1867–1948) kennen, leerkracht en activist die hielp zijn politieke visie te vormen. Daar leered hij ook zijn toekomstige vrouw kennen, Natalija Raketić (1875–1939), een arme leerkracht uit Sremski Karlovci, die hem steunde tijdens zijn korte en turbulente leven, en met wie hij drie kinderen had.
Sinds hij zich aansloot bij de radicale partij kwam hij in conflict met het regime van de Obrenović dynastie en hij werd naar Vranje overgeplaatst tegen het einde van 1895, en dan in 1896 opnieuw naar Leskovac. Domanović’s carrière als schrijver begon ook in deze periode en hij publiceerde zijn eerste realistisch kortverhaal in 1895. Na zijn eerste publieke verschijning tegen de overheid in 1898, werden zowel hij als zijn vrouw ontslagen van de civiele dienst en Domanović verhuisde met zijn familie naar Belgrado.
In Belgrado begon hij te werken met andere schrijvers aan het weekblad “Zvezda” (Ster) en de oppositionele politieke krant “Odjek” (Echo). Op dit punt begin hij ook zijn eerste satirische verhalen te schrijven en publiceren zoals “Demoon” en “Afschaffing van Passie”. Radojes beroemde status kwam met de publicatie van een van zijn meest bekende verhalen, “Leider” (1901) and “Serveerië” (1902), waarin hij openlijk de hypocrisie en het bedrog van het regime aanviel en tentoonstelde.
Na de coup die de heerschappij van Alexander Obrenović tot een einde bracht in 1903, kreeg Domanović, op het hoogtepunt van zijn populariteit, een schrijverspost in het ministerie van Onderwijs, en de nieuwe overheid liet hem naar Duitsland gaan voor één jaar om zich te specialiseren, dat hij doorbracht in München. Terug in Servië was Radoje teleurgesteld met het gebrek aan echt verandering in de samenleving. Hij begon zijn eigen politieke weekblad, “Serveerië”, waarin hij verderging met zijn kritiek van de zwakheden van de nieuwe democratie, maar zijn werk had niet meer de kracht en inspiratie die het vroeger had.
Radoje Domanović stierf een half uur na middernacht op 17 augustus, 1908 op 35jarige leeftijd, na een lange strijd met een chronische longontsteking en tuberculose. Hij is begraven in het Nieuwe Kerkhof van Belgrado. Zijn overblijvende niet gepubliceerde werken zijn verloren gegaan in Wereldoorlog I.

## Literaire werken
Enkele van de meest bekende werken van Radoje Domanović zijn:
- Afschaffing van passie, 1898
- Brandmerk, 1899
- Demoon, 1898
- Dode zee, 1902
- Kraljević Marko tussen de Serviërs voor de tweede keer, 1901
- Leider, 1901
- Moderne opstand, 1902
- Redenering van een gewone Servische os, 1902
- Serveerië, 1902

Verhalen Leider, Brandmerk en Redenering van een gewone Servische os werden voor het “Radoje Domanović” Project in het Nederlands vertaald door Ella van Diessen.